# Oh Chung-hwan
Oh Chung-hwan ist ein südkoreanischer Regisseur.

## Leben und Karriere
Oh studierte an der Seoul National University. Seine Karriere begann er 2006 als Produktionsleiter in der Rundfunkbranche mit der SBS. 2009 arbeitete er als Regieassistent in Temptation of an Angel. Anschließend war Oh 2013 war Co-Regisseur in My Love from the Star. Seine erste Arbeit als Regisseur war er 2016 in Doctors – Liebe unter dem Messer tätig. Zudem wurde die Serie bei den „Seoul Drama Awards 2017“ mit dem Excellence Award ausgezeichnet. Außerdem gründete Oh 2021 zusammen mit Regisseur Park Shin-woo die Produktionsstudio Next Scene. 2022 führte Oh in der Serie Big Mouth Regie.

## Filmografie
Serien
- 2009: Temptation of an Angel
- 2010: The Miracle of Love
- 2010–2011: Pure Pumpkin Flower
- 2012: History of a Salaryman
- 2012: Five Fingers
- 2012: The Birth of a Family
- 2013–2014: My Love from the Star
- 2015: Run towards Tomorrow
- 2015: A Girl Who Sees Smells
- 2016: Doctors – Liebe unter dem Messer
- 2017: While You Were Sleeping
- 2019: Hotel del Luna
- 2020: Start-Up
- 2022: Big Mouth

## Auszeichnungen

### Gewonnen
- 2014: 3rd APAN Star Award in der Kategorie „Best Production Director“[5]
- 2014: 27th Grimae Award in der Kategorie „Best Production Director“[6]

### Nominiert
- 2014: 50th Paeksang Arts Award in der Kategorie „Best Director–Television“[7]
- 2014: 7th Korea Drama Award in der Kategorie „Best Production Director“[8]